# Clavatisporella
Clavatisporella är ett släkte av svampar. Clavatisporella ingår i familjen Hyponectriaceae, ordningen kolkärnsvampar, klassen Sordariomycetes, divisionen sporsäcksvampar och riket svampar.
|                 | Neoflageoletia                             |
|                 |                                            |
|                 | Anisostomula                               |
|                 |                                            |
|                 | Physalospora                               |
|                 |                                            |
|                 | Aquadulciospora                            |
|                 |                                            |
|                 | Pellucida                                  |
|                 |                                            |
|                 | Phragmitensis                              |
|                 |                                            |
|                 | Exarmidium                                 |
|                 |                                            |
|                 | Ascovaginospora                            |
|                 |                                            |
|                 | Arecomyces                                 |
|                 |                                            |
|                 | Beltraniella                               |
|                 |                                            |
|                 | Xenothecium                                |
|                 |                                            |
| Clavatisporella | \| \| Clavatisporella musicola \| \| \| \| |
|                 | \| \| Clavatisporella musicola \| \| \| \| |
|                 | Chamaeascus                                |
|                 |                                            |
|                 | Frondicola                                 |
|                 |                                            |
|                 | Pseudomassaria                             |
|                 |                                            |
|                 | Hyponectria                                |
|                 |                                            |
|                 | Arwidssonia                                |
|                 |                                            |
|                 | Chaetapiospora                             |
|                 |                                            |
|                 | Cainiella                                  |
|                 |                                            |
|                 | Apiothyrium                                |
|                 |                                            |
|                 | Clavatisporella musicola                   |
|                 |                                            |

|  | Clavatisporella musicola |
|  |                          |